# Tango in the Night
Tango in the Night är ett musikalbum av Fleetwood Mac som lanserades 1987 på Warner Bros. Records. Det är gruppens fjortonde studioalbum och producerades av Richard Dashut och Lindsey Buckingham. Det var först tänkt att skivan skulle bli Buckinghams tredje soloalbum. Albumet blev en stor framgång och innehåller bland annat hitsinglarna "Big Love", "Little Lies" och "Everywhere". Albumet är gruppens näst bäst säljande skiva, efter Rumours. Bara i USA har Tango in the Night sålt 3x platina.

## Låtlista
1. "Big Love" - 3:37
2. "Seven Wonders" - 3:38
3. "Everywhere" - 3:41
4. "Caroline" - 3:50
5. "Tango in the Night" - 3:56
6. "Mystified" - 3:06
7. "Little Lies" - 3:38
8. "Family Man" - 4:01
9. "Welcome to the Room... Sara" - 3:37
10. "Isn't It Midnight" - 4:06
11. "When I See You Again" - 3:47
12. "You and I, Part I" - 2:40

## Listplaceringar
| Lista (1987)   | Position              |
| -------------- | --------------------- |
| Australien     | 5 (Kent Music Report) |
| Finland        | 3                     |
| Frankrike      | 25                    |
| Island         | 4 (DV Vinsældalisti)  |
| Japan          | 14 (Oricon)           |
| Kanada         | 5 (RPM                |
| Nederländerna  | 2                     |
| Norge          | 10 (VG-lista)         |
| Nya Zeeland    | 9                     |
| Schweiz        | 7                     |
| Storbritannien | 1 (UK Albums Chart)   |
| Sverige        | 1 (Topplistan)        |
| USA            | 7 (Billboard 200)     |
| Västtyskland   | 2                     |
| Österrike      | 23                    |